# Rubén Alaniz
Ruben Alaniz (nacido en McAllen, Texas, Estados Unidos, el 14 de junio de 1991), es un beisbolista, lanzador de Liga Venezolana de Béisbol Profesional (LVBP), para los Leones del Caracas y lanzador de las Grandes Ligas de Béisbol (MLB), de la organización de Tigres de Detroit.

## Carrera en el Béisbol
R. Alaniz, fue firmado como agente libre no reclutado por los Astros de Houston el 14 de agosto de 2009.
Comenzó su carrera profesional en el 2010. Con Greeneville Astros el 24 de junio de 2010, se fue de 6 ganados, 4 perdidos, con una efectividad de 4.21 en 12 partidos, ponchando a 42 bateadores en 52 2/3 entradas, permitiendo 62 hit, 32 carreras, de las cuales 27 limpias, 5 jonrones y 10 Bases por Bolas, siendo su última actuación para el equipo, el 27 de agosto de 2010.
En el 2010 lo suben a la Liga A con Lexington Legends, y hace aparición el 9 de abril de 2011, se fue de 7 ganados, 10 perdidos, con una efectividad de 4.44 en 27 partidos, ponchando a 96 bateadores en 115 2/3 entradas, permitiendo 111 hit, 78 carreras, de las cuales 57 limpias, 11 jonrones y 38 Bases por Bolas, siendo su última actuación para el equipo, el 5 de septiembre de 2010.
Lo suben a la Liga A+ con Lancaster JetHawks, y hace aparición el 6 de abril de 2012, se fue de 6 ganados, 2 perdidos, con una efectividad de 5.04 en 17 partidos, ponchando a 70 bateadores en 100 entradas, permitiendo 113 hit, 58 carreras, de las cuales 56 limpias, 12 jonrones y 26 Bases por Bolas, siendo su última actuación para el equipo, el 27 de julio de 2012.
En el 2013, fue 9-9 con una marca de 4,53 para los Corpus Christi Hooks.
En el 2014, Se fue de 1-1 con una efectividad de 6.64 para los Corpus Christi Hooks  antes de ser suspendido 50 partidos por usar una droga de abuso a finales de agosto. Fue su segunda suspensión. 
Volvió en 2015 para ir a 6-4 con una efectividad de 4.55 para los Corpus Christi Hooks, se convirtió en agente libre después de la temporada y firmó con los Tigres el 3 de diciembre.
El 30 de noviembre de 2015, hace su debut en la Liga Venezolana de Béisbol Profesional (LVBP), con la organización Leones del Caracas para la temporada 2015-2016, se fue de 2 ganados, 1 perdido, con una efectividad de 1.91 en 15 partidos, ponchando a 23 bateadores en 33 entradas, permitiendo 27 hit, 25 carreras, de las cuales 22 limpias, 1 jonrones y 11 Bases por Bolas, siendo su última actuación para la temporada, el 30 de diciembre de 2015.
En el 2016 ha participado para la Afiliación de los Tigres de Detroit en Doble A; Erie SeaWolves  y en triple A; Toledo Mud Hens.